# Fred Stolle
Frederick Sydney "Fred" Stolle, född 8 oktober 1938 i Sydney, New South Wales, död 5 mars 2025 i Palm Desert, Kalifornien, var en australisk högerhänt tennisspelare. Fred Stolle var under 1960-talet en av världens främsta tennisspelare. 
Stolle upptogs 1985 i International Tennis Hall of Fame.

## Tenniskarriären
Fred Stolle är framförallt känd som dubbelspecialist.  Tillsammans med  Bob Hewitt, Roy Emerson, Ken Rosewall, Margaret Smith Court och Lesley Turner Bowrey vann han 15 titlar i dubbel och mixed dubbel i Grand Slam-turneringar.
Stolle var också en skicklig singelspelare och var 1964 och 1966 rankad som världstvåa bland amatörer. Han vann singeltitlarna i Franska mästerskapen 1965 (finalseger över landsmannen Tony Roche, 3-6 6-0 6-2 6-3) och Amerikanska mästerskapen 1966. Den senare turneringen vann han oseedad, genom att i finalen besegra landsmannen John Newcombe (4-6 12-10 6-3 6-4).
Stolle lyckades aldrig, trots att han nådde final tre år i rad, vinna singeltiteln i Wimbledonmästerskapen. År 1963 förlorade han mot den amerikanske spelaren Chuck McKinley, de två följande åren mot Roy Emerson. Ödet att förlora tre på varandra följande finaler i Wimbledon delar han på herrsidan med den tyske baronen Gottfried von Cramm och den brittiske tennisspelaren Herbert Lawford. År 1964 var han i final i Italienska mästerskapen i Rom, en grusturnering som då räknades som den förnämsta efter Franska mästerskapen. Han förlorade där mot den svenske spelaren Jan-Erik Lundqvist.

### Davis Cup-spelaren
Fred Stolle tillhörde den generation av australiska tennisspelare som under ledning av den legendariske tränaren och lagkaptenen Harry Hopman hemförde Davis Cup-trofén 15 gånger mellan 1950 och 1968. Stolle deltog i laget, tillsammans med Roy Emerson, 1964-66. Han spelade sammanlagt 13 DC-matcher, av vilka han vann 10. Han besegrade spelare som Manuel Santana och Dennis Ralston i dessa matcher. År 1964 spelade laget interzonfinal mot Sverige i Båstad. Stolle vann sina båda singelmatcher över Jan-Erik Lundqvist och Ulf Schmidt.

## Spelaren och personen
Fred Stolle hade en mycket kraftfull serve och effektiv volley. Stolles servar var kända för att vara mycket svåra att returnera, och andraserven spelade han lika hårt och precist som den första. Hans favoritunderlag var gräs. 
Han blev proffs 1967. Han vann inte någon av de större professionella tennismästerskapen, men hade ändå god framgång. Sin sista turnering spelade han 1972.
Efter sin aktiva karriär verkade han som tennislärare. Han har också varit tenniskommentator för TV. 

## Grand Slamtitlar
- Australiska mästerskapen
  - Dubbel - 1963, 1964, 1966
  - Mixed dubbel - 1962

- Franska mästerskapen
  - Singel - 1965
  - Dubbel - 1965

- Wimbledonmästerskapen
  - Singel finalist - 1963, 1964, 1965
  - Dubbel - 1962, 1964
  - Mixed dubbel - 1961, 1964

- Amerikanska mästerskapen
  - Singel - 1966
  - Dubbel - 1965, 1966

- Open Era

- Australiska öppna
  - Mixed dubbel - 1969

- Franska öppna
  - Dubbel - 1968

- Wimbledonmästerskapen
  - Mixed dubbel - 1969

- US Open
  - Dubbel - 1969